# ليفربول أرينا
ليفربول أرينا (بالإنجليزية: Liverpool Arena)‏ المعروفة لأسباب الرعاية باسم أرينا بنك إم آند إس وإيكو أرينا سابقًا، هي ساحة داخلية متعددة الأغراض في وسط مدينة ليفربول، إنجلترا.